# Градски музеј Вуковар
Градски музеј Вуковар је установа чији је оснивач град Вуковар, а налази се у дворцу Елц. 

## Историја
Градски музеј Вуковар је основан 1946. године, а прва стална поставка је отворена 1948. захваљујући првој донацији оснивача Вуковара Антуна Бауера. У периоду до 1991. музеј је имао четири одвојена одељења у засебним зградама: Градски музеј са локалним збиркама у дворцу Елц, Збирку Бауер и уметничку галерију која садржи најпотпунију збирку модерне хрватске уметности у згради Дилижансне поште, Меморијални музеј посвећен Лавославу Ружичку у његовом родном месту и Музеј новије историје у Радничком дому. Радећи у егзилу у периоду од 1992. године до данас, на иницијативу Боже Бишкупића, је прикупљена збирка уметничких дела коју су хрватски уметници поклонили Градском музеју. Овој идеји су се придружили уметници из Италије, Аустрије, Немачке, Пољске, Француске и других земаља. Збирка је названа „Музеј Вуковара у егзилу и данас” и броји 1500 уметничких дела и представља савремену хрватску уметност. Овој донацији се придружила и Збирка од 150 уметничких дела настала донацијом двадесет и два уметника из једанаест земаља у организацији италијанског уметничког критичара Алвијанија. Музеј је, поред низа изложби, промоција и издавачке делатности, покренуо и манифестације које су постале традиционалне и данас међу којима су Вуковарски фестивал камерне музике на којем су учествовали музичари из Хрватске и Европе, уметничка манифестација „Небо над Вуковаром” 27. маја када се музеј враћа у своје седиште 1998. године, Меморијал Стјепану Петровићу у оквиру које се у знак сећања на кустосовог колегу представљају млади сликари и матуранти и вуковарске адвентске свечаности које представљају традиционалне обичаје. У децембру 2001. је потписан Протокол о повратку уметности у Вуковар у Дворац Елц у име Министарства културе Републике Хрватске. Градски музеј је исте године реализовао археолошка истраживања на основу којих су снимљене две документарне телевизијске серије и организоване изложбе у Галерији Кловићеви двори, Археолошком музеју у Загребу и Народном музеју у Љубљани. Градски музеј Вуковар је активан учесник у два пројекта Владе Републике Хрватске „Обнова и ревитализација стамбене зграде” и „Културно наслеђе Илок—Вуковар—Вучедол”.